# Centros Tecnológicos da EPAMIG
Os Centros Tecnológicos da EPAMIG, ou seja, os centros biotecnológicos ligados à Empresa Brasileira de Pesquisa Agropecuária (EPAMIG), situados no estado de Minas Gerais, no Brasil, têm finalidades diversas:
- estudar alternativas para biotecnologias já existentes;
- promover o desenvolvimento das regiões mineiras que dependem, sobretudo, do setor primário da economia;
- potencializar e consolidar vocações regionais para culturas permanentes e temporárias.

A aplicação da biotecnologia em sementes de frutas, café, cereais, pecuária etc. são feitas nas Fazendas Experimentais da EPAMIG.
Os Centros Tecnológicos da EPAMIG estão em:
- Pouso Alegre: inaugurado em agosto de 2007, o núcleo é voltado para a pesquisa com morangos e batatas.